# Grigorij Petrovič Maksimov
Grigorij Petrovič Maksimov, trascritto anche Maximoff (in russo Григо́рий Петро́вич Макси́мов?; Mitjušino, 10 novembre 1893 – Chicago, 16 marzo 1950), è stato un anarchico russo.
Fu un anarco-sindacalista, che partecipò al movimento anarco-sindacalista ucraino Nabat. Insieme a molti altri anarchici, fu imprigionato l'8 marzo 1921 nell'ambito di un'operazione di repressione politica eseguita dalla Čeka. Dopo uno sciopero della fame che colpì l'attenzione di sindacalisti in visita nel nascente stato sovietico, Maksimov, insieme ad una decina di anarchici, fu rilasciato e deportato.
Maksimov era già attivo nel movimento rivoluzionario all'epoca della rivoluzione russa del 1917; entrato nell'Armata Rossa, si rifiutò di obbedire all'ordine di disarmare i lavoratori e fu quindi condannato a morte. La solidarietà dei lavoratori del sindacato metalmeccanici gli salvò la vita e fu rimesso in libertà. Riprese subito a militare nel movimento anarco-sindacalista, del quale fu una figura di primo piano; fu nuovamente arrestato nel marzo del 1921, durante la rivolta di Kronštadt (che fu soffocata nel sangue dall'Armata Rossa) e trasferito nella prigione Taganka a Mosca vi rimase molti mesi. Solo in seguito ad un suo sciopero della fame ed al conseguente interessamento di alcuni sindacalisti europei allora a Mosca per un congresso, gli fu data la possibilità di chiedere asilo politico all'estero (Berlino, Parigi, Stati Uniti).
Una delle sue principali opere risulta essere  La ghigliottina al lavoro: venti anni di terrore in Russia, parzialmente tradotta in italiano, in cui rileva come il carattere repressivo del regime sovietico fosse già evidente nei primi anni dello stato sovietico diretto da un Lenin politicamente ambiguo, e non già il risultato della successiva degenerazione stalinista: